# Uruará
Uruará é um município brasileiro do estado do Pará, pertencente à mesorregião do Sudoeste Paraense e microrregião de Altamira.

## História
Teve origem num povoado surgido nos anos 70, em seguida foi elevado a categoria de distrito pertencente ao município de Prainha, em 1984. Em 1989 obteve a autonomia municipal.
Na década de 2000 o município passa por mudanças devido as migrações, em especial de pessoas oriundas do Nordeste e Sudeste brasileiro. Sendo notório a expansão de novos bairros periféricos, acarretando no aumento da insegurança.

## Geografia
Localizado a uma latitude 03º43'03" sul e longitude 53º44'12" oeste, estando a uma altitude de 129 metros acima do nível do mar. O município possui uma população estimada de 44 370 mil habitantes, distribuídos em 10 791 km² de extensão territorial.

### Problemas socioambientais
Devido aos altos índices de devastação florestal, em 9 de novembro de 2023, o município de Rio Branco foi incluído na relação de municípios situados no bioma Amazônia considerados prioritários pelo governo federal para ações de prevenção, controle e redução dos desmatamentos e degradação florestal.

## Economia
Tem sua economia no agronegócio e na extração de madeiras, na qual a cidade enfrenta problemas, em seguida destacam-se o cacau, urucum e a pimenta do reino e o comércio em geral. Existe também uma grande quantidade de gado de corte e de leite, totalizando no ano de 2006 um total 216.433 mil cabeças de bovinos.

## Turismo
Clima equatorial, típico da Amazônia, possibilitando viagens e passeios em todos os períodos do ano. A cidade possui balneários e diversas corredeiras d'água, sendo bastante aproveitadas durante o verão amazônico, com temperaturas médias de 32 °C.

## Infraestrutura

### Comunicação
O município conta com a TV Vale do Uruará canal 11, fundada no dia 25 de março de 1995, filiada a Rede Bandeirantes, que foi a primeira emissora de TV a ser fundada na cidade, e com a TV Talento canal 49, filiada ao SBT, além da Rádio Regional FM 91.3.

### Educação
No ano de 1972, surge no km 180 da Rodovia Transamazônica (BR 230), trecho Altamira/Itaituba, uma escola, que serviu de marco fundamental para a construção de casas aos arredores, dando origem à Agropoles Uruará.
A partir da escola, aumenta a atração de novos habitantes, visando a educação de seus filhos. Juntamente com o crescimento da cidade, cresce também o entusiasmo de seus moradores em busca de maior desenvolvimento. Grupos organizados começam a aparecer. A busca por melhorias se torna o objetivo árduo daquele povo.
Ainda no final da década de 70, chega a Agrópoles Uruará, mais professores oriundos da Instituição Religiosa La Salle e outros, que se fixaram e encamparam a luta educacional, implantando o Ensino Fundamental. Após a criação do município de Uruará, buscou-se implantar a Educação, trazendo para seus município o Ensino Médio, dando oportunidade de qualificação aos filhos daqueles que acreditavam e permaneceram nesta terra. 

### Transportes
As principais vias situadas no município são as seguintes:
- BR-230
- Rua Getulio Vargas
- Av Bernardo Sayão
- Av.Central
- Av. Angelo Debiase
- Av. Perimetral Norte
- Av. Perimetral Sul
- Av. Pará
- Rua Floriano Peixoto
- Rua Treze de Maio
- Rua Nelson Lauer
- Rua Pedro Álvares Cabral
- Av. Benjamin Constant

## Cultura
As principais manifestações culturais do município são as seguintes:
- Festival da Culminancia
- EXFAU- Exposição de Feira Agropecuária de Uruará
- Fest. Nossa Senhora de Fátima
- Festival do Rio Iriri